# The Beatles Songbook
| Recensione   | Giudizio |
| ------------ | -------- |
| NewSic       | 8,5/10   |
| Il Manifesto |          |
| Rockol       | 7,5/10   |

The Beatles Songbook è una raccolta della cantante italiana Mina, pubblicata il 18 novembre 2022 dalla PDU e Warner Music Italy.
I 18 brani coprono un arco di tempo che va dal 1965 (So che mi vuoi), al 2022 (And I Love Her). Nell'album sono presenti due inediti pubblicati per la prima volta in questo album, And I Love Her e With a Little Help from My Friends, incise dai Beatles rispettivamente nel 1964 e nel 1967.
“My Love” non è propriamente un brano dei Beatles, ma del solo Paul McCartney che lo incise nel 1973 con i Wings, è il brano più famoso dell'album  Red Rose Speedway, ed è dedicato alla moglie Linda.
Mixaggi e Rimasterizzazioni; Celeste Frigo e Carmine Di, con la supervisione di Mina e di Massimiliano Pani.

## Tracce
Testi e musiche di John Lennon e Paul McCartney, eccetto dove indicato.
1. Something (1993 Version) – 3:43 (George Harrison)
2. Michelle – 5:31
3. She's Leaving Home – 3:29
4. Let It Be – 4:03
5. And I Love Her – 4:22
6. With a Little Help from My Friends – 3:02
7. If I Fell – 2:54
8. My Love – 4:13 (Paul McCartney)
9. Yesterday (Live) – 3:20
10. Something (1971 Version) – 3:03
11. Oh, Darling – 3:33
12. The Long and Winding Road – 3:51
13. Come Together – 7:42
14. So che mi vuoi (It's for You) – 2:10 (Alberto Testa, John Lennon, Paul McCartney)
15. Yesterday (1971 Version) – 2:44
16. The Fool on the Hill – 3:54
17. When I'm 64 – 2:44
18. Hey Jude – 5:25

## Classifiche
| Classifica (2022) | Posizione massima |
| ----------------- | ----------------- |
| Italia            | 9                 |